# Effondrement du barrage de Banqiao
La rupture du barrage de Banqiao (chinois simplifié : 河南“75·8”水库溃坝; chinois traditionnel : 河南「75·8」水庫潰壩) est l'effondrement du barrage de Banqiao et de 61 autres barrages dans le Henan, en Chine, sous l'influence du typhon Nina en août 1975,,,. Ces effondrements provoquent la troisième inondation la plus meurtrière de l'histoire, qui touche une population totale de 10,15 millions d'habitants et inonde environ 30 villes et cantons représentant 12 000 kilomètres carrés (ou 3 millions d'acres), avec un nombre de morts estimé entre 26 000 et 240 000,,,,. L'inondation provoque également l'effondrement de 5 à 6,8 millions de maisons,. La rupture du barrage a lieu alors que de nombreuses personnes sont engagées dans la révolution culturelle.
La plupart des barrages qui se sont effondrés lors de cette catastrophe avaient été construits avec l'aide d'experts de l'Union soviétique ou lors du Grand Bond en avant,,,,. Leur construction s'était fortement concentrée sur l'objectif de retenir l'eau, en négligeant leurs capacités à prévenir les inondations, tandis que la qualité des barrages a également été compromise par le Grand Bond en avant,,,. Le barrage de Banqiao avait été conçu pour un événement pluviométrique calculé sur mille ans de 300 mm/jour ; cependant, plus que les précipitations annuelles normales (1 060 mm) sont tombées en une seule journée près du centre du typhon,. Certains experts ont également déclaré que la dégradation des terres provoquée par la grande fonte de l'acier pendant le Grand Bond en avant, ainsi qu'un certain nombre de politiques de la campagne Dans l'agriculture, apprendre de Dazhai !, ont gravement endommagé l'écosystème et le couvert forestier de la région, ce qui a été une cause majeure de l'inondation, et que la mauvaise gestion de la catastrophe et de ses conséquences par le gouvernement ont contribué à sa gravité,.
Le Parti communiste chinois (PCC) et le gouvernement chinois ont caché les détails de la catastrophe jusqu'aux années 1990, lorsque Les grandes inondations dans l'histoire de la Chine (中国历史大洪水), un livre préfacé par Qian Zhengying, ancien ministre des Ressources en eau de la Chine dans les années 1970 et 1980, a révélé pour la première fois les détails de la catastrophe au public,,,,. Les documents officiels de la catastrophe ont été déclassifiés en 2005 par le gouvernement chinois,,. En mai 2005, la rupture du barrage de Banqiao a été considérée par Discovery Channel comme la plus grave des « 10 catastrophes technologiques ultimes » que le monde a connues, devant la catastrophe nucléaire de Tchernobyl,,.

## Contexte historique

### Construction
À partir du début des années 1950, trois grands réservoirs et barrages, dont le Barrage de Banqiao, le barrage de Shimantan et le barrage de Baisha, étaient en construction à Zhumadian dans la province du Henan,. Le projet à long terme, avec comme objectif de « dompter la rivière Huai He », avait été lancé pour prévenir les inondations et utiliser l'eau pour l'irrigation et la production d'électricité,,.
À l'époque, les travailleurs en bâtiments civils chinois n'avaient aucune expérience de la construction de grands réservoirs et, par conséquent, la conception et la construction étaient entièrement sous la direction d'experts soviétiques,. La conception des barrages s'était trop concentrée sur l'objectif de stockage de l'eau tout en négligeant les capacités de prévention des inondations,. En 1953, les travaux de construction des trois réservoirs étaient achevés, mais un projet de «renforcement» des barrages de Banqiao et de Shimantan a ensuite été réalisé entre 1955 et 1956 conformément aux instructions de l'Union soviétique,,. Après des rénovations, le barrage de Banqiao était connu sous le nom de « barrage de fer (铁壳坝) » pour refléter son invincibilité,,.

#### La période du Grand Bond en avant

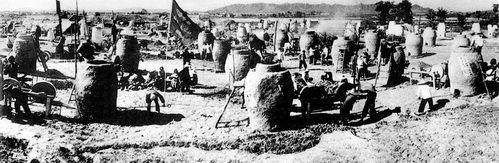
Les fourneaux de basse-cour servaient à produire de l'acier à Xinyang, dans le Henan, pendant le Grand Bond en avant.

Au cours du Grand Bond en avant lancé par Mao Zedong, plus de 100 barrages ont été construits dans la région de Zhumadian de 1957 à 1959,. Tan Zhenlin, alors vice-Premier ministre de la république populaire de Chine, a publié les directives sur la construction de réservoirs lors de son voyage dans la province du Henan : « se concentrer sur la rétention de l'eau, en construisant davantage de petits réservoirs ». À l'époque, « retenir plus d'eau » signifiait « plus révolutionnaire ».
D'autre part, l'intense production d'acier lors du Grand Bond en avant, ainsi que le programme « Dans l'agriculture, apprendre de Dazhai ! » lancé par Mao, ont gravement endommagé l'écosystème de la région de Zhumadian. Ainsi, le pourcentage de couvert forestier a chuté de façon drastique et la dégradation des terres était répandue, ce qui, selon la plupart des experts, a été la principale cause des inondations.

#### Lanceur d'alerte
Chen Xing (en), alors ingénieur en chef des projets de barrages, s'est opposé à l'idée de construire trop de barrages tout en donnant la priorité à l'objectif de « retenir l'eau »,,. Il a souligné que les conditions géographiques locales rendaient déraisonnable de trop insister sur la fonction de stockage d'eau du réservoir, car autrement il y avait un risque réel de provoquer de graves inondations et d'autres catastrophes telles que l'alcalinisation des terres agricoles,,. Néanmoins, l'avertissement de Chen a été ignoré et on lui a reproché d'être un « droitier » et un « opportuniste » ; il a ensuite été démis de ses fonctions et envoyé à Xinyang,,.

### La révolution culturelle
L'effondrement des barrages s'est produit pendant la révolution culturelle chinoise (1966-1976), lorsque la plupart des gens étaient occupés par la révolution et avaient peu de temps pour surveiller les barrages alors qu'il pleuvait abondamment. En fait, il n'y avait pas de ressources ou d'équipements disponibles pour prévenir l'inondation.
Après la catastrophe, Zhang Guangyou (张广友), un journaliste de l'agence de presse Xinhua s'est rendu dans la région et a interviewé plusieurs experts, qui avaient peur d'exprimer leurs opinions en public de peur d'être condamnés pour « avoir remis en question la révolution culturelle » et « avoir interrogé le président Mao ». Cependant, les experts ont dit à Zhang en privé que la dégradation des terres et les dommages à l'écosystème dus au Grand Bond en avant de Mao étaient les principales causes de l'effondrement des barrages.

### Typhon Nina

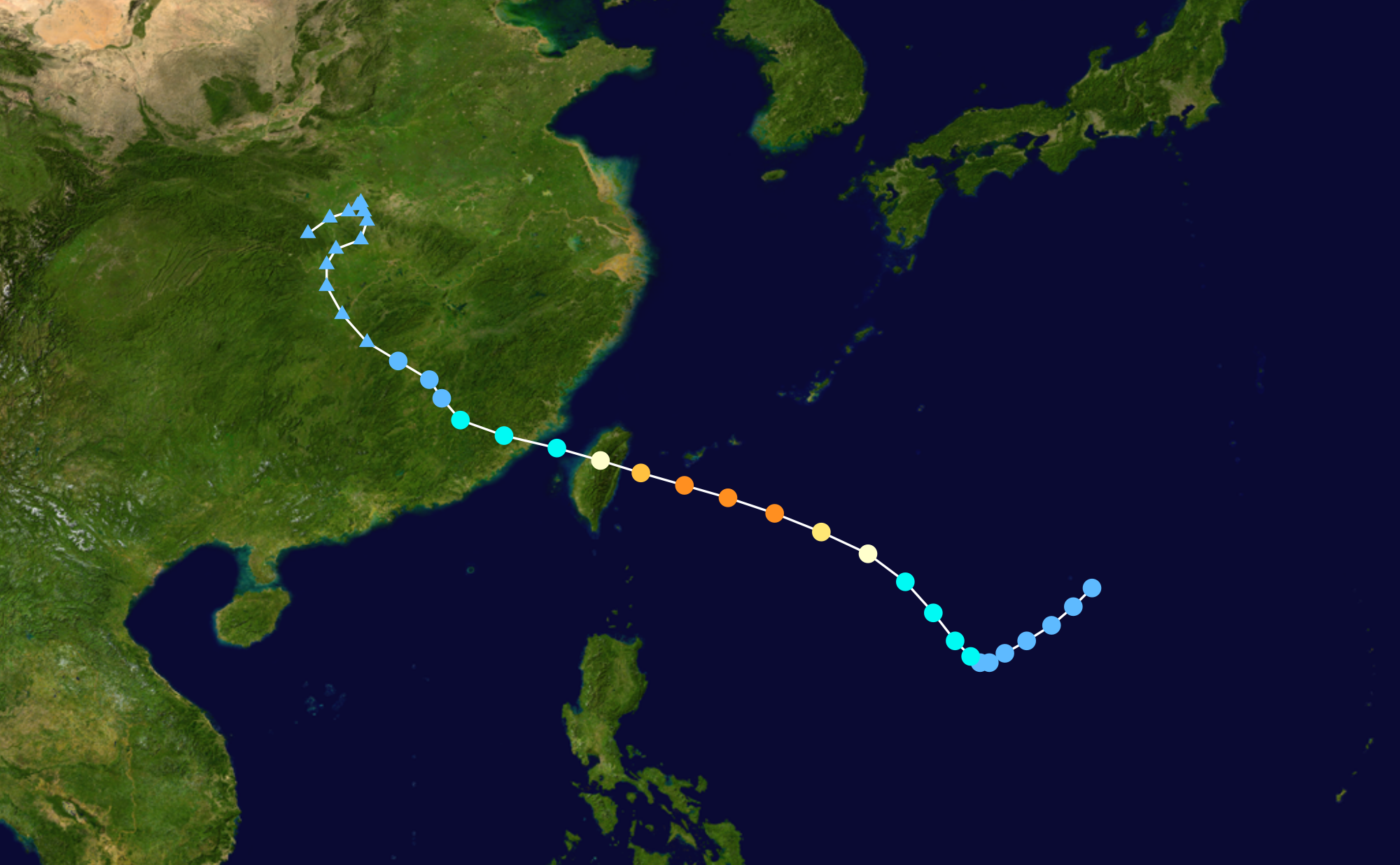
Évolution du typhon Nina (août 1975).

## L'effondrement des barrages

### 6-7 août
La communication avec le barrage a été en grande partie perdue en raison de pannes. Le 6 août, une demande d'ouverture du barrage a été rejetée en raison des inondations existantes dans les zones en aval.
Le 7 août, la demande fut acceptée, mais les télégrammes ne parvinrent pas au barrage. Les vannes de décharge n'étaient pas en mesure de gérer le débordement d'eau en partie à cause du blocage dû à la sédimentation. Le 7 août à 21h30, l'unité 34450 de l'Armée populaire de libération (du nom de 2e division d'artillerie en résidence dans le comté de Queshan), qui était déployée sur le barrage de Banqiao, a envoyé le premier avertissement de rupture de barrage par télégraphe.

### 8 août
Le 8 août, à 01h00, l'eau du Banqiao a culminé à 117,94 m au-dessus du niveau de la mer, soit 0,3 mètre plus haut que le mur de protection contre les vagues du barrage, ce qui a fait qu'il a cédé. La même tempête a provoqué la rupture de 62 barrages au total. Le ruissellement du barrage de Banqiao était de 13 000 m3 par seconde en entrée contre 78 800 m3 par seconde en sortie, et par conséquent 701 millions de m3 d'eau ont été libérés en 6 heures, tandis que 1,67 milliard de m3 d'eau ont été libérés dans 5,5 heures à un barrage de Shimantan en amont, et 15,738 milliards de m3 d'eau ont été libérés au total.

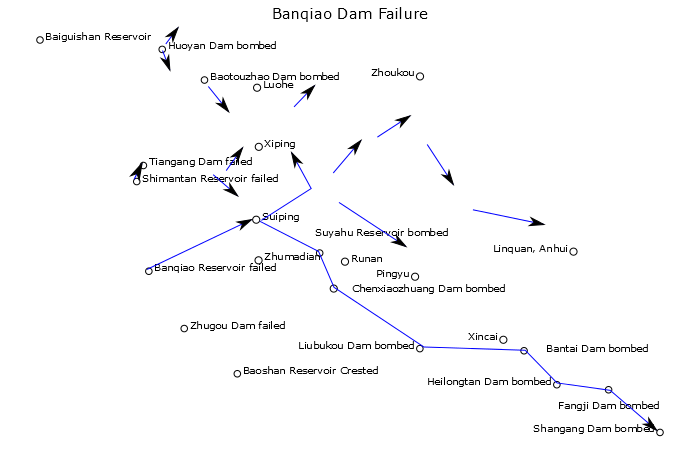
Diagramme approximatif du débit d'eau lors de la rupture du barrage de Banqiao.

Les eaux de crue qui en ont résulté ont provoqué une vague de 10 km de large et 3 à 7 m de haut à Suiping (遂平), qui s'est précipité sur les plaines en contrebas à près de 50 km/h, anéantissant presque une zone de 55 kilomètres de long et 15 kilomètres de large, et créant des lacs temporaires atteignant jusqu'à 12 000 kilomètres carrés de surface. Sept sièges de comté, Suiping, Xiping (西平), Ru'nan (汝南), Pingyu (平舆), Xincai (新蔡), Luohe (漯河) et Linquan (临泉) ont été inondés, tout comme des milliers de kilomètres carrés de campagne et d'innombrables communautés. Les ordres d'évacuation n'avaient pas été entièrement exécutés en raison des conditions météorologiques et des mauvaises communications. Les télégraphes ont mal fonctionné, les fusées éclairantes tirées par l'unité 34450 ont été mal comprises, les téléphones étaient rares et certains messagers ont été pris par l'inondation.
Pour éviter la rupture d'autres barrages, plusieurs zones de dérivation des inondations ont été évacuées puis inondées, et plusieurs barrages ont été délibérément détruits par des frappes aériennes pour libérer l'eau dans les directions souhaitées. Les zones de dérivation des crues de Nihewa et Laowangpo en aval des barrages ont rapidement dépassé leur capacité et une partie de leur stockage  a été libérée le 8 août, forçant davantage de zones de dérivation des crues à commencer à évacuer.

### 9 août
Les digues sur la rivière Quan se sont effondrées dans la soirée du 9 août et tout le comté de Linquan à Fuyang (Anhui) a été inondé. Alors que le barrage de Boshan, d'une capacité de 400 millions de m3, culminait et que l'eau libérée par les ruptures de Banqiao et de Shimantan se précipitait vers l'aval, des frappes aériennes ont été menées contre plusieurs autres barrages pour protéger le barrage du lac Suya, qui contenait déjà 1,2 milliard de m3 d'eau.

### Période ultérieure
La ligne de chemin de fer de Jingguang (en), une artère majeure reliant Pékin à Guangzhou (Canton), a été coupée pendant 18 jours, tout comme d'autres lignes de communication cruciales. Bien que 42 618 soldats de l'Armée populaire de libération aient été déployés pour les secours, toutes les communications vers et depuis les villes ont été coupées. Neuf jours plus tard, il y avait encore plus d'un million de personnes piégées par les eaux, qui dépendaient des parachutages de nourriture et étaient inaccessibles par les secouristes. Les épidémies et la famine ont dévasté les survivants pris au piège. Les dégâts dans la région de Zhumadian ont été estimés à environ 3,5 milliards CN¥ (513 millions US Dollars). Le gouvernement de Zhumadian a lancé un appel à l'aide de toute la nation et a reçu plus de 300 millions CN¥ (US$44 000 000) en dons.

## Conséquences

### Dissimulation et déclassification
Après la catastrophe, le Parti communiste chinois et le gouvernement chinois sont restés silencieux, tandis qu'aucun média n'était autorisé à faire des reportages publics,,,,.
En 1987, Yu Weimin (于 为 民), un journaliste du Henan Daily a écrit un livre sur la catastrophe, tandis qu'en 1995, l'agence de presse a pris les devants et a publié des détails sur la catastrophe. Au niveau officiel, Les grandes inondations dans l'histoire de la Chine (中国历史大洪水) a révélé pour la première fois une partie des informations au public ; le livre a été préfacé par Qian Zhengying, ministre des ressources en eau de Chine dans les années 1970 et 1980,,,,.
Les documents officiels de cette catastrophe ont été considérés comme un secret d'État jusqu'en 2005, date à laquelle ils ont été déclassifiés Des scientifiques de Chine, d'Italie et des États-Unis ont ensuite participé à un séminaire à Pékin, discutant des détails,.

### Victimes
Des chiffres non officiels ont rapporté que 85 600 à 240 000 personnes sont mortes à la suite de la rupture du barrage, bien que le chiffre officiel soit de 26 000,,,,,,,. Par exemple, alors que seulement 827 personnes sur 6 000 sont mortes dans la communauté évacuée de Shahedian, juste en dessous du barrage de Banqiao, la moitié d'un total de 36 000 personnes sont mortes dans la commune non évacuée de Wencheng du comté de Suipin à côté de Shahedian, et la commune de Daowencheng a été rayée de la carte, tuant les 9 600 résidents.
- En août 1975, les chiffres préliminaires du Comité du Parti communiste du Henan indiquaient que 85 600 personnes du Henan étaient mortes dans la catastrophe, alors que le nombre total de morts ne dépassait pas 100 000 en tenant compte des personnes extérieures à la province. Le Comité a estimé que les chiffres étaient relativement exacts et a fait un rapport au Comité central du Parti communiste chinois[4],[24].
- Dans les années 1980, plusieurs représentants de la Conférence consultative politique du peuple chinois, dont Qiao Peixin (乔培新), Sun Yueqi (孙越崎), Lin Hua (林华), Qian Jiaju (千家驹), Wang Xingrang (王兴让), Lei Tianjue (雷天觉), Xu Chi (徐驰) et Lu Qinkan (陆钦侃) ont révélé que le bilan de la rupture du barrage de Banqiao en 1975 était de 230 000 morts[5],[24].
- Dans les années 1990, The Great Floods in China's History a révélé qu'environ 26 000 personnes sont mortes dans la province à la suite d'inondations ; en outre, environ 5 960 000 bâtiments se sont effondrés et 11 millions d'habitants ont été touchés[4],[5],[12],[25]. Fait intéressant, Luo Cheng Zheng (骆承政), l'un des auteurs du livre, a écrit « 85 600 personnes sont mortes dans l'échec du barrage de Banqiao en 1975 » dans une édition du livre[5].
- En 1995, Human Rights Watch a déclaré dans son rapport que le nombre de morts était d'environ 230 000[26].
- En 2005, l'émission Ultimate 10 de Discovery Channel a classé l'effondrement du barrage de Banqiao comme la plus grande catastrophe technologique du monde, dépassant la catastrophe nucléaire de Tchernobyl en Union soviétique. Discovery a estimé le nombre de morts à 240 000, dont 140 000 décès dus à la famine, aux infections et aux épidémies[4],[5].

### Évaluation gouvernementale
Le gouvernement chinois considère que la rupture du barrage est naturelle par opposition à une catastrophe d'origine humaine, les sources gouvernementales mettant l'accent sur la quantité de précipitations plutôt que sur une ingénierie et une construction médiocres. Le Quotidien du peuple a affirmé que le barrage avait été conçu pour survivre à une inondation qui n'arrive qu'une fois tous les mille ans (300 mm de précipitations par jour) mais une inondation unique en 2000 ans s'est produite en août 1975, à la suite de la collision du typhon Nina et d'un front froid. Le typhon a été bloqué pendant deux jours avant que sa direction ne change finalement du nord-est à l'ouest. En raison de ce système d'orage quasi-stationnaire, plus d'un an de pluie est tombé en 24 heures, ce que les prévisions météorologiques n'avaient pas prévu. De nouveaux records ont été établis, à 189,5 mm de précipitations par heure et de 1 060 mm par jour, dépassant les précipitations annuelles moyennes d'environ 800 millimètres. La télévision centrale chinoise a rapporté que le typhon avait disparu des radars alors qu'il se dégradait. Selon Xinhua, la prévision était de 100 mm de précipitations par l'Observatoire météorologique central basé à Pékin.
Après l'inondation, un sommet sur la prévention nationale des inondations et la sécurité des réservoirs à Zhengzhou, dans le Henan, a été organisé par le Département de la conservation de l'eau et de l'électricité, et un examen national de la sécurité des réservoirs avait été effectué.